# 西穎娃站
西穎娃站（日语：／ Nishi-ei eki */?）是一座位於鹿兒島縣南九州市的九州旅客鐵道（JR九州）指宿枕崎線的鐵路車站。

## 車站構造
- 一個1面2線島式月台，可以列車交會。
- 設有平交道。
- 為山川站至枕崎站之間唯一可列車交會的車站。
- 簡易委託站。
- 地上車站。

### 月台配置
| 月台 | 路線        | 方向 | 目的地                           | 備註                   |
| ---- | ----------- | ---- | -------------------------------- | ---------------------- |
| 1    | ■指宿枕崎線 | 上行 | 山川、指宿、喜入、鹿兒島中央方向 | 枕崎方向開出的直通列車 |
| 2    | ■指宿枕崎線 | 下行 | 往枕崎                           |                        |
| 2    | ■指宿枕崎線 | 上行 | 山川、指宿、喜入、鹿兒島中央方向 | 此站始發列車           |

## 历史
- 1960年（昭和35年）3月22日：車站啟用。
- 1987年（昭和62年）4月1日：因國鐵分割民營化，本站成為九州旅客鐵道的車站。

## 利用狀況
- 在2007年，平均1日的乘車人數為131人。

| 乘車人數變化 | 乘車人數變化 |
| 年度         | 1日平均人數  |
| ------------ | ------------ |
| 2005         | 185          |
| 2006         | 158          |
| 2007         | 131          |

## 車站周邊
- 南九州市政廳穎娃分所（前穎娃町政廳）
- 鹿兒島縣立穎娃高等學校
- 南九州市立穎娃中學
- 西穎娃郵局
- 國道226號

## 相鄰車站
九州旅客鐵道
指宿枕崎線
穎娃－西穎娃－御領

## 相關項目
- 日本鐵路車站列表

## 外部連結
- 西穎娃站 （页面存档备份，存于）（日語）